# Kazimierz Małachowski
Kazimierz Małachowski herbu Gryf (ur. 24 lutego 1765 w Wiszniewie k. Słonima, zm. 5 stycznia 1845 w Chantilly) – generał wojsk polskich, odznaczony w Księstwie Warszawskim Krzyżem Kawalerskim Orderu Virtuti Militari.

## Życiorys
Był synem Stanisława Kostki Małachowskiego, podczaszyca nowogrodzkiego i Marianny Kamińskiej. Wstąpił do wojska jako kanonier w 1786 r. Był dowódcą półkompanii artylerii, która stała na krakowskim rynku w chwili proklamacji przysięgi Naczelnika insurekcji kościuszkowskiej. Po bitwie pod Racławicami (4 kwietnia 1794) mianowany majorem. W bitwie pod Maciejowicami [10 października 1794) dowodził artylerią.
W 1797 r. wstąpił w szeregi Legionów Polskich we Włoszech. Walczył na San Domingo. W 1805 r. został pułkownikiem. Od 1812 r. służył w wojsku Księstwa Warszawskiego. W 1812 roku przystąpił do Konfederacji Generalnej Królestwa Polskiego. Odznaczył się nad Berezyną, a następnie dostał się do niewoli pod Lipskiem. Po powrocie z niewoli 8 października mianowany generałem brygady.
W 1815 r. uzyskał tytuł gubernatora Modlina. Przebywał w Modlinie 15 lat porzucając służbę wojskową. W 1830 roku został nagrodzony Znakiem Honorowym za 20 lat służby. 
Powrócił do niej w 1830 roku w czasie powstania listopadowego. Będąc generałem dywizji odznaczył się w bitwach pod Ostrołęką oraz Białołęką. Od 20 sierpnia do 7 września 1831 r. zastępca naczelnego wodza, 7-10 września naczelny wódz powstania listopadowego. Przekazał władzę Maciejowi Rybińskiemu, ostatniemu wodzowi powstania.

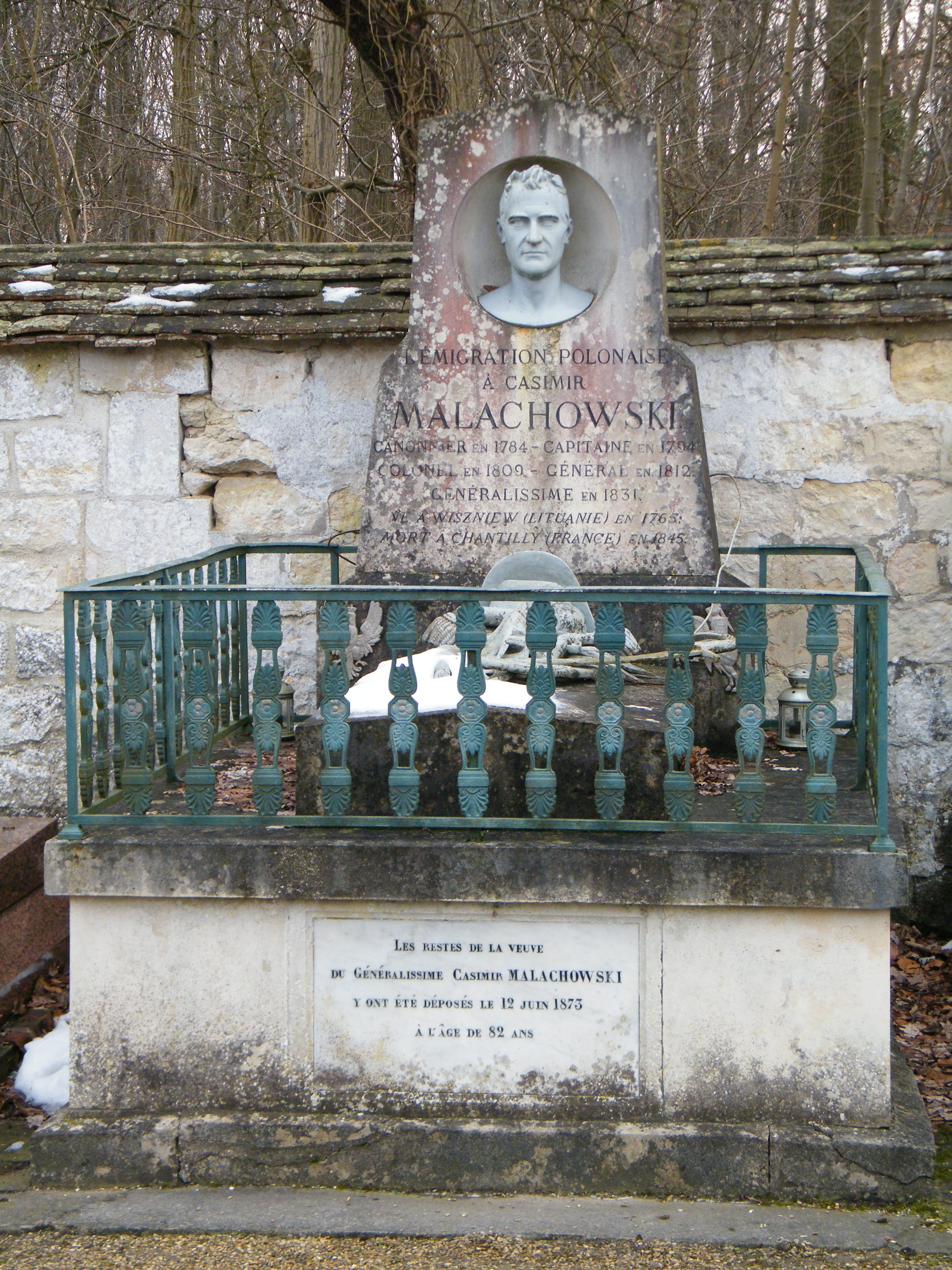
Nagrobek

Zmarł na emigracji we Francji, w Chantilly.